# 兄とその妹
『兄とその妹』（あにとそのいもうと）は1939年（昭和14年）公開の島津保次郎監督の日本映画。

## キャスト
- 間宮敬介：佐分利信
- 間宮あき子：三宅邦子
- 間宮文子：桑野通子
- 有田道夫：上原謙
- 行田富士夫：河村黎吉
- 志村荘六：水島亮太郎
- 有田新造：坂本武
- 内海清三郎：笠智衆
- 荒川清：菅井一郎
- 林要吉：奈良真養
- 沢田英二：小林十九二
- 新井淳
- 遠山文雄

## スタッフ
- 製作：島津保次郎
- 撮影：生方敏夫
- 音楽：早乙女光
- 合唱指揮：鏑木欽作
- 美術：金須孝
- 録音：大村三郎

## 再映画化
- 1956年9月19日 『兄とその妹』　東宝　松林宗恵監督

## テレビドラマ
映画を原作とするテレビドラマが、1960年1月10日にNET（現：テレビ朝日）系列の『NECサンデー劇場』（日本電気・新日本電気提供。日曜20:00 - 21:00）で放送された。
映画の監督を務めた島津保次郎が「原作」扱いされている。

### キャスト
- 香川京子
- 夏川大二郎
- 三條美紀
- 浅野進治郎
- 杉浦宏
- 恩田清二郎
- 清水一郎
- 池田忠夫
- 武藤英司

### スタッフ
- 原作：島津保次郎
- 脚色：伊藤信夫
- 演出：高橋玄洋、後藤武彦

| NET系列 NECサンデー劇場 | NET系列 NECサンデー劇場     | NET系列 NECサンデー劇場 |
| 前番組                  | 番組名                      | 次番組                  |
| ----------------------- | --------------------------- | ----------------------- |
| 鬼ぎやかね組の喧嘩      | 兄とその妹 （テレビドラマ） | 夜のイヤリング          |